# Canada aux Jeux olympiques d'hiver de 1992
Le Canada participe aux Jeux olympiques d'hiver de 1992, organisés à Albertville en France. Cette nation prend part aux Jeux olympiques d'hiver pour la seizième fois de son histoire. La délégation canadienne, formée de 108 athlètes (79 hommes et 29 femmes), remporte 7 médailles (2 d'or, 3 d'argent et 2 de bronze) et se classe au neuvième rang du tableau des médailles.

## Médaillés
| Or             | Angela Cutrone Sylvie Daigle Nathalie Lambert Annie Perreault | Patinage de vitesse sur piste courte | Relais 3 000 mètres femmes |                   |  |
| Or             | Kerrin Lee-Gartner | Ski alpin                            | Descente femmes            |                   |  |
| Argent         | Équipe du Canada de hockey sur glace \| Dave Archibald \| \| Fabian Joseph \| \| Adrien Plavsic \| \| \| Todd Brost \| \| Joé Juneau \| \| Dan Ratushny \| \| \| Sean Burke \| \| Trevor Kidd \| \| Sam Saint-Laurent \| \| \| Kevin Dahl \| \| Patrick Lebeau \| \| Brad Schlegel \| \| \| Curtis Giles \| \| Chris Lindberg \| \| Wally Schreiber \| \| \| Dave Hannan \| \| Eric Lindros \| \| Randy Smith \| \| \| Gordon Hynes \| \| Kent Manderville \| \| Dave Tippett \| \| \| Brian Tutt \| \| Jason Woolley \| \| \| \| | Hockey sur glace                     | Hommes                     |                   |  |
| Argent         | Frédéric Blackburn | Patinage de vitesse sur piste courte | 1 000 mètres hommes        |                   |  |
| Argent         | Frédéric Blackburn Laurent Daignault Michel Daignault Sylvain Gagnon | Patinage de vitesse sur piste courte | Relais 5 000 mètres hommes |                   |  |
| Bronze         | Myriam Bedard | Biathlon                             | 15 kilomètres femmes       |                   |  |
| Bronze         | Isabelle Brasseur Lloyd Eisler | Patinage artistique                  | Couples                    |                   |  |
| Dave Archibald | | Fabian Joseph                        |                            | Adrien Plavsic    |  |
| Todd Brost     | | Joé Juneau                           |                            | Dan Ratushny      |  |
| Sean Burke     | | Trevor Kidd                          |                            | Sam Saint-Laurent |  |
| Kevin Dahl     | | Patrick Lebeau                       |                            | Brad Schlegel     |  |
| Curtis Giles   | | Chris Lindberg                       |                            | Wally Schreiber   |  |
| Dave Hannan    | | Eric Lindros                         |                            | Randy Smith       |  |
| Gordon Hynes   | | Kent Manderville                     |                            | Dave Tippett      |  |
| Brian Tutt     | | Jason Woolley                        |                            |                   |  |